# Obereopsis monticola
Obereopsis monticola är en skalbaggsart som beskrevs av Hintz 1919. Obereopsis monticola ingår i släktet Obereopsis och familjen långhorningar. Inga underarter finns listade i Catalogue of Life.